# Johann Heinrich Lambert
Johann Heinrich Lambert (sinh ngày 26 tháng 8 năm 1728 - mất ngày 25 tháng 9 năm 1777) là một nhà toán học, vật lý học, triết học và thiên văn học người Thụy Sĩ. Ông đã chứng minh rằng số Pi là một số vô tỷ, tức là không thê biểu diễn nó dưới dạng một tỷ lệ nào đó (số hữu tỷ), làm thay đổi suy nghĩ của nhiều người về việc biểu diễn số Pi. Tiểu hành tinh 187 Lamberta được đặt tên để vinh danh ông.